# França na Universíada de Verão de 2021
A França participou da Universíada de Verão de 2021, que aconteceu em Chengdu, na China, entre 28 de julho e 8 de agosto de 2023.
Foram 106 atletas — 56 masculinos e 50 femininos — em nove modalidades olímpicas e uma não olímpica — o wushu.

## Competidores
Estas foram as modalidades e atletas que disputaram a edição:
| Esporte       | Masculino | Feminino | Total |
| ------------- | --------- | -------- | ----- |
| Atletismo     | 10        | 10       | 20    |
| Badminton     | 4         | 3        | 7     |
| Esgrima       | 10        | 12       | 22    |
| Judo          | 7         | 7        | 14    |
| Natação       | 4         | 2        | 6     |
| Taekwondo     | 6         | 6        | 12    |
| Tênis         | 2         | 3        | 5     |
| Tiro          | 6         | 2        | 8     |
| Tiro com arco | 6         | 4        | 10    |
| Wushu         | 1         | 1        | 2     |
| Total         | 56        | 50       | 106   |

## Medalhas

### Por modalidade
Estas foram as medalhas por modalidade nesta edição:
| Esporte       | Medalha de ouro | Medalha de prata | Medalha de bronze | Total de medalhas |
| ------------- | --------------- | ---------------- | ----------------- | ----------------- |
| Esgrima       | 3               | 2                | 4                 | 9                 |
| Atletismo     | 2               | 3                | 0                 | 5                 |
| Judô          | 0               | 1                | 2                 | 3                 |
| Tiro com arco | 0               | 1                | 0                 | 1                 |
| Wushu         | 0               | 1                | 0                 | 1                 |
| Taekwondo     | 0               | 0                | 2                 | 2                 |
| Natação       | 0               | 0                | 1                 | 1                 |
| Tênis         | 0               | 0                | 1                 | 1                 |
| Total         | 5               | 8                | 10                | 23                |